# Дюпри, Рене
Рене Эмиль Гоген (фр. René Emile Goguen, род. 15 декабря 1983, Монктон, Нью-Брансуик) — франко-канадский рестлер и бодибилдер, наиболее известен под своим именем Рене Дюпри. Сын канадского рестлинг-промоутера Эмиля Дюпри.

## Карьера
С детства занимался борьбой. Стал профессиональным рестлером в 1997 году в возрасте 14 лет, работал с отцом в Grand Prix Wrestling промоушене. Спустя несколько лет подписал подготовительный контракт с World Wrestling Entertainment, где его отправили на подготовительную площадку Ohio Valley Wrestling для дальнейшего развития.

### World Wrestling Entertainment (2002—2007)

#### RAW и SmackDown!
В 2003 году, воспользовавшись антифранцузским настроем, преобладающем в Соединенных Штатах в результате противостояния Франции против политики США в Ираке, World Wrestling Entertainment (WWE) создает команду французов из двух хилов для бренда RAW. Из-за отсутствия французских борцов в своих рядах, роль отводится двум франко-канадским из Квебека: Сильвану Гренье и Рене Дюпри. Команда именует себя «Сопротивлением» (фр. La Résistance). По итогам драфта от 22 марта 2004 года Рене переходит на Smackdown, начав сольную карьеру, сохранив при этом гиммик француза, а Конвей и Гренье остаются на RAW в команде «Квебек».
30 июня 2005 года после драфта Рене вернулся на RAW. Первый его поединок после возвращения состоялся 4 июля: победный бой против Вала Вениса. В своих некоторых промо Рене назывался «французским феноменом». Он провёл серию победных боёв, победив таких рестлеров, как Таджири и Ураган. В середине сентября Рене покинул временно ринг из-за подозрений на грыжу. Вскоре он отправился в OVW, но и там он приостановил карьеру из-за очередной грыжи.

#### ECW
В августе 2006 года было анонсировано возвращение Дюпри. 12 сентября он одержал победу над Болсом Махони, но затем дважды проиграл СМ Панку и Бобби Лешли.С 20 февраля 2007 на ECW, Дюпри реформировал «Сопротивление» (фр. La Résistance) с Сильваном Гренье, но воссоединение команды было недолгим после сюжет с Дюпри был приостановлен в начале марта и его отправили на реабилитацию по обвинению в незаконном употреблении стероидов. 26 июля 2007 года Рене аннулировал контракт по собственному желанию.

### Japan (2007—2012)

#### Hustle
15 августа 2007 года Рене дебютировал под псевдонимом Рене Бонапарт в японском промоушене HUSTLE, победив Таджири. После дебюта Рене стал членом президента Нобухико Такады, Такада Монстр Армия таким образом, продолжив свою победную серию. Бонапарт и Ватару боролись в матче 22 сентября, с условием, что жена Ватару,Эйко, должна была стать женой победителя матча. Бонапарт и его командный партнер Саката проиграли в матче по дисквалификации
таким образом Бонапарт не получает, Эйко. После короткого перерыва, Гоген совершил возвращение в январе 2008 года, победив Таджири. Вскоре он создает команду «Армагеддон» вместе с Тревисом Томко, проведя пару матчей она распадется.

#### All Japan Pro Wrestling
С января 2010 года Дюпри начал выступления в All Japan Pro Wrestling. Став
одним из основных меин ивентеров и топ хилов в группировке Voodoo Murder's, пока она не была расформирована в июне 2011 года.

#### Wrestle-1
C сентября 2013 года по 2014 год рестлер Wrestle-1

### Независимые промоушены (2008-н.в.)
В Июле 2008, он представлял Европу в Grand Prix Tournament.
Рене Дюпри в American Wrestling Rampage, становится чемпионом в тяжёлом весе одолев Роба Ван Дама. Рене Дюпри воссоединяет «Сопротивление» с Гренье на American Wrestling Rampages France 2010 Tour
Рене Дюпри, продолжает выступать в разных странах мира: Великобритания, Япония, Мексика, Франция, Германия, Румыния и Болгария.
В середине 2012 года в Европе. Он стал чемпионом в тяжёлом весе турнира Southside Heavyweight Championship в матче «тройной угрозы». Его пребывание в Европе было не долгим он вернулся в Канаду.
11 ноября 2012 года, Рене выступил в четырёх стороннем матче PWS в Равэй, Нью-Джерси.
В мае 2013 года Рене и его отец перезапускают Grand Prix Wrestling, где будут таланты из All Japan Pro Wrestling, а также подобранные ими инди-рестлеры.
В январе 2015 Дюпри побеждает Тайсона Дюкса. 19 февраля, Дюпри побеждает Брендона ВанДениелсона  и Зака Меркюри в матче тройной угрозы следующей ночью проигрывает матч Дэвиду Харту Смиту мл.. 21 февраля в матче с Боби Шарпом заканчивается временной лимит на ничью. 22 февраля Дюпри побеждает Майкла Ричарда Блейса.
11 июня, 2016 «Сопротивление» (Рене Дюпри и Сильван Гренье) побеждают Дики Родза и Иса Волка в мейн ивенте WOW . 18 июня, 2016, Дюпри побеждает Итана Пейджа.
26 мая 2017 года в WCPW Pro Wrestling World Cup - Канадский отборочный раунд, Дюпри побеждает Майкла Элгина по дисвалификации.

## Титулы и награды

### Бодибилдинг
- Mr. Canada Bodybuilding National Champion (2001)

### Рестлинг
- All Japan Pro Wrestling
  - AJPW Gaora TV Championship (1 раз)
- Southside Wrestling
  - Southside Heavyweight Championship (1 раз)
- American Wrestling Rampage
  - AWR Heavyweight Championship (2 раза, текущий)
  - AWR No Limits Championship (1 раз)
- Great North Wrestling
  - GNW Canadian Championship (1 раз, текущий)
- Over The Top Wrestling
  - OTT No Limits Championship (1 раз)
- World Wrestling Entertainment
  - WWE World Tag-Team Champion с Сильваном Гренье (1 раз)
  - WWE Tag Team Champion с Кензо Судзуки (1 раз)
- Wrestling Observer Newsletter
  - Worst Tag Team (2003) с Сильваном Гренье